# Sylvi Listhaug

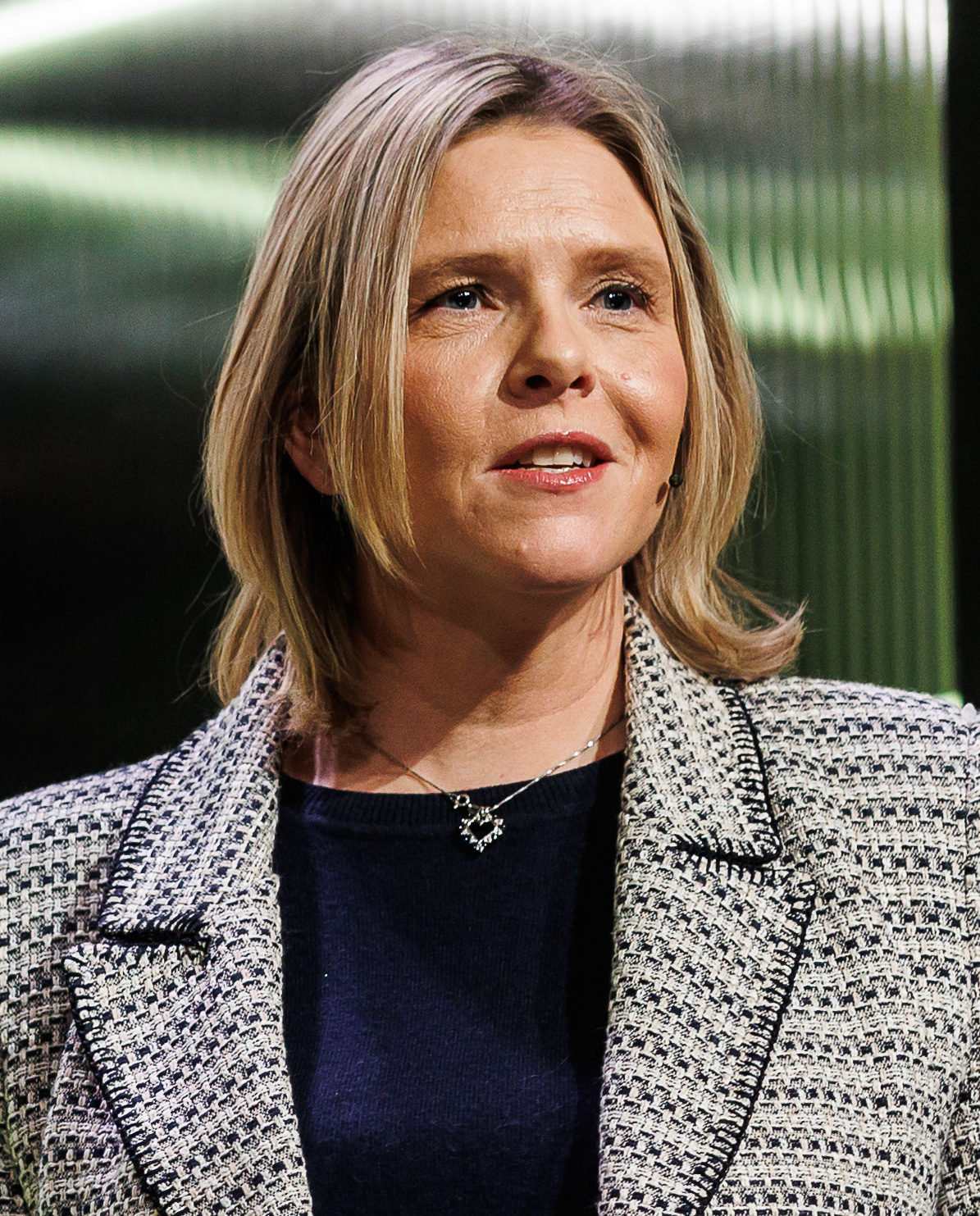
Sylvi Listhaug, 2023

Sylvi Listhaug (* 25. Dezember 1977 in Ålesund) ist eine norwegische Politikerin der Fremskrittspartiet (FrP), deren Vorsitzende sie seit Mai 2021 ist. Seit 2017 ist sie Abgeordnete im Storting.
Zwischen 2013 und 2020 hatte Listhaug mehrere Ministerämter inne: Von Oktober 2013 bis Dezember 2015 war sie Ministerin für Landwirtschaft und Ernährung, danach bis Januar 2018 Ministerin für Immigration und Integration und anschließend bis März 2018 Ministerin für Justiz, Bereitschaft und Einwanderung. Von Mai 2019 bis Dezember 2019 übernahm sie das Amt der Senioren- und Volksgesundheitsministerin und danach bis Januar 2020 das der Erdöl- und Energieministerin.

## Herkunft und beruflicher Werdegang
Listhaug wuchs auf dem elterlichen Bauernhof in der damaligen Kommune Ørskog, die heute Teil der Kommune Ålesund ist, auf. Im Jahr 1996 schloss sie die weiterführende Schule ab. Anschließend absolvierte sie von 1996 bis 2000 ihre Adjunktausbildung an der Hochschule Volda. Parallel dazu arbeitete Listhaug von 1995 bis 2000 als Pflegehelferin in einem Altenheim in Ørskog. Von 2000 bis 2001 unterrichtete sie an einer Schule in ihrer Heimatkommune.
Nach dem Ende ihrer Amtszeit als Byråd in Oslo war sie von 2012 bis 2013 für das Beratungsunternehmen First House tätig.

## Parteikarriere
Listhaug engagierte sich in der Parteijugend der Fremskrittspartiet, der Fremskrittspartiets Ungdom (FpU), deren Vorstand sie von 2002 bis 2006 angehörte. Von 2001 bis 2004 fungierte Listhaug als politische Beraterin der Fremskrittspartiet-Fraktion im Storting, dem norwegischen Nationalparlament. Im Jahr 2005 wurde sie Mitglied im Vorstand der Fremskrittspartiet. Im September 2018 wurde Listhaug kommissarische erste stellvertretende Parteivorsitzende der FrP. Die Ernennung folgte dem Rücktritt von Per Sandberg. Am 5. Mai 2019 wurde sie auf einem Parteitag zur ersten stellvertretenden Parteivorsitzenden gewählt.

### Stortingswahl 2021
Am 5. Mai 2021 wurde Listhaug auf einem Parteitag ohne Gegenkandidaten zur neuen FrP-Vorsitzenden gewählt. Ihre Vorgängerin, Siv Jensen hatte zuvor ihren Rückzug aus der Politik angekündigt. Damit wurde Listhaug die FrP-Spitzenkandidatin bei der Parlamentswahl im Herbst 2021. Bei der Wahl verzeichnete die Partei schließlich landesweit einen Rückgang von 3,6 Prozentpunkten gegenüber der Wahl 2017.

### Stortingswahl 2025
Bei der Stortingswahl 2025 erhielt Listhaug erneut die Position als Spitzenkandidatin der FrP. Bedingt durch die guten Umfragewerte ihrer Partei mit teils deutlichem Vorsprung vor der Høyre, entwickelte sich Listhaug im Wahlkampf zu einer Anwärterin auf das Amt der Ministerpräsidentin im Falle eines Wahlsiegs der bürgerlichen Parteien.

## Öffentliche Ämter

### Byråd in Oslo (2006–2012)
Von 2004 bis 2005 hatte sie die Position als Byrådssekretær unter dem für Wohlfahrt und Sozialdienste zuständigen Byråd in Oslo inne. Sie arbeitete damit für die Stadtregierung Oslos. Im Januar 2006 wurde Listhaug im Alter von 28 Jahren selbst zum Byråd ernannt. Sie übernahm die Zuständigkeit für Wohlfahrt und Sozialdienste. Im Jahr 2010 änderte sich ihre Zuständigkeit und sie wurde Byråd für Gesundheit und Altenpflege. Diese Position hatte sie bis 2012 inne.

### Ministerämter

#### Ministerin für Landwirtschaft und Ernährung (2013–2015)
Am 16. Oktober 2013 wurde sie in der neu gebildeten Regierung Solberg zur Ministerin für Landwirtschaft und Ernährung ernannt. Sie hatte den Posten bis zum 16. Dezember 2015 inne.

#### Ministerin im Ministerium für Justiz und öffentliche Sicherheit (2015–2018)

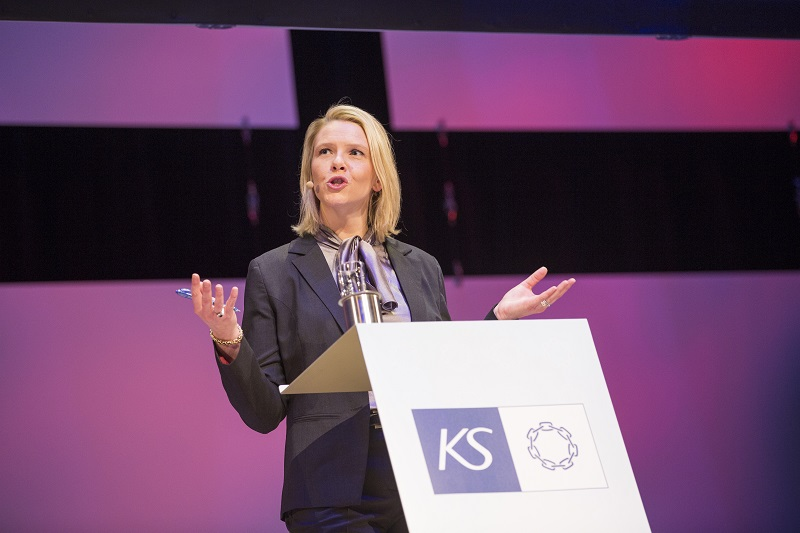
Sylvi Listhaug, 2016

Am 16. Dezember 2015 wechselte Listhaug im Rahmen einer Kabinettsumbildung in das neu geschaffene Amt der Einwanderungs- und Integrationsministerin. Sie erhielt dabei die Zuständigkeit für die Bereiche Einwanderung, Asyl und Integration. Das Amt war neben dem des Ministers für Justiz und öffentliche Sicherheit im Ministerium für Justiz und öffentliche Sicherheit (Justis- og beredskapsdepartementet) angesiedelt. Am 17. Januar 2018 wurde Listhaug zur Ministerin für Justiz, öffentliche Sicherheit und Einwanderung ernannt. Sie übernahm damit neben ihren bisherigen Zuständigkeiten auch die ihres Parteikollegen Per-Willy Amundsen, der zuvor Minister für Justiz und öffentliche Sicherheit war.
Auf Druck der Oppositionsparteien im Parlament, die ein Misstrauensvotum gegen Listhaug ankündigten, erklärte sie im März 2018 ihren Rücktritt. Ihre Amtszeit als Ministerin für Justiz, öffentliche Sicherheit und Einwanderung endete am 18. März 2018. Anlass für das Misstrauensvotum war ein Facebook-Post Listhaugs, der als Hohn für die Opfer der Anschläge in Norwegen 2011 ausgelegt wurde. Sie schrieb: „Ap mener terroristenes rettigheter er viktigere enn nasjonens sikkerhet. Lik og del“ (deutsch: „Die Ap meint, dass die Rechte von Terroristen wichtiger als die Sicherheit der Nation sind. Likt und teilt.“) Zuvor hatten die Oppositionsparteien einen Gesetzesvorschlag der beiden Regierungsparteien FrP und Høyre abgelehnt. Das Gesetz hätte es dem Justizministerium erlaubt, Personen, die als Bedrohung für die Sicherheit Norwegens eingestuft werden, die Staatsbürgerschaft zu entziehen.

#### Ministerin für Senioren und Volksgesundheit (2019)
Am 3. Mai 2019 kehrte Listhaug als Ministerin für Senioren und Volksgesundheit in die Regierung Solberg zurück. Sie übernahm das Amt von ihrer Parteikollegin Åse Michaelsen. Listhaugs Posten war neben dem des Ministers für Gesundheit und Pflege im Gesundheits- und Pflegeministerium (Helse- og omsorgsdepartementet) angesiedelt. Listhaug hatte den Posten bis zum 18. Dezember 2019 inne.

#### Ministerin für Erdöl und Energie (2019–2020)
Am 18. Dezember 2019 wurde Listhaug als Nachfolgerin von Kjell-Børge Freiberg zur neuen Erdöl- und Energieministerin ernannt. Ihr neues Amt wurde in den norwegischen Medien als bedeutender eingeordnet. Rund ein Monat später, am 24. Januar 2020, schied sie wieder aus dem Amt aus, da die Fremskrittspartiet aus der Regierung Solberg austrat.

### Stortingsabgeordnete (seit 2017)
Bei der Parlamentswahl 2017 zog Listhaug erstmals in das Storting, das norwegische Nationalparlament, ein. Sie vertritt dort den Wahlkreis Møre og Romsdal. Aufgrund ihrer Regierungsmitgliedschaft wurde sie in den ersten Monaten durch ihren Parteikollegen Jan Steinar Engeli Johansen vertreten. Nach ihrem Rücktritt als Ministerin wurde sie im April 2018 Mitglied im Ausschuss für Gesundheit und Pflege. Diesem Ausschuss gehörte sie bis Mai 2019 an, bevor sie aufgrund ihrer erneuten Regierungsmitgliedschaft wieder von Johansen vertreten wurde. Zudem fungierte sie von Oktober 2018 bis Mai 2019 als zweite stellvertretende Fraktionsvorsitzende.
Nach dem Ausscheiden der Fremskrittspartiet aus der Regierung Solberg im Januar 2020 kehrte Listhaug ins Storting zurück. Dort übernahm sie den Posten als zweite stellvertretende Vorsitzende des Finanzausschusses und als stellvertretende Fraktionsvorsitzende. Nach ihrer Wahl zur Parteivorsitzenden im Mai 2021 wurde Listhaug neue Fraktionsvorsitzende der FrP und sie setzte die restliche Legislaturperiode als einfaches Mitglied des Finanzausschusses fort. Nach der Stortingswahl 2021 wurde Listhaug Mitglied im Außen- und Verteidigungsausschuss. Zudem übernahm sie erneut den Posten als FrP-Fraktionsvorsitzende.

## Positionen
Sylvi Listhaug gehört zum rechten Flügel der rechtspopulistischen Fremskrittspartiet. Im Herbst 2018 gab sie das Buch Der andre tier heraus, in dem sie sich über Ungleichbehandlung durch „die Medien“, moralisierende „Meinungspolizei“ und die „linke Kulturelite“ des Landes beschwerte.

### Klimawandel
Nach ihrer Ernennung zur Landwirtschaftsministerin weigerte sie sich, eine Antwort auf die Frage zu geben, ob sie weiter der Überzeugung sei, dass der Klimawandel nicht menschengemacht sei. Hintergrund war ein Interview aus dem Jahr 2011 mit der Zeitung Verdens Gang (VG), in dem sie sagte, dass es nicht bewiesen sei, dass der menschliche CO2-Ausstoß zur Veränderung des Klimas führe. Im Dezember 2019 gab sie nach ihrer Ernennung zur Erdöl- und Energieministerin an, dass der Klimawandel auch durch die Menschen verschuldet werde, aber es uninteressant sei, wie groß die Schuld der Menschheit daran ist.

### Schwedische Zustände
Listhaug wurde des Öfteren für ihren Gebrauch des Ausdrucks „schwedische Zustände“ kritisiert. Sie verwendete ihn meist, um sich gegen eine liberalere Einwanderungspolitik in Norwegen auszusprechen, so wie sie in Schweden vorzufinden sei. So etwa beschrieb sie etwa während ihrer Zeit als Einwanderungsministerin im Juni 2017 die Situation in Oslo mit diesem Begriff, nachdem dort Autos angezündet worden waren. Sowohl der damalige Justizminister und Parteikollege Per-Willy Amundsen als auch Ministerpräsidentin Erna Solberg widersprachen ihrer Aussage.
Im August 2017 besuchte sie kurz vor den Parlamentswahlen 2017 den Stockholmer Stadtbezirk Rinkeby-Kista. Die schwedische Einwanderungsministerin Heléne Fritzon sagte das geplante Treffen mit Listhaug ab. Als Begründung gab Fritzon an, nicht Teil von Listhaugs Kampagne sein zu wollen. Erna Solberg wies Listhaug während ihres Besuchs außerdem darauf hin, dass sie die Situation in Rinkeby-Kista nicht anders beschreiben solle, als die lokalen schwedischen Behörden. Später sagte Solberg, dass sie nicht allem, was Listhaug während des Besuchs gesagt hatte, zustimme.

### Gesundheit
Im Mai 2019 erweckte sie wenige Tage nach ihrer Ernennung zur Ministerin für Senioren und Volksgesundheit sowohl national als auch international Aufsehen: Sie äußerte in einem Interview, dass Menschen so viel rauchen, trinken und rohes Fleisch essen sollen, wie sie wollen.

## Kritik
Bei ihrer Ernennung zur Landwirtschafts- und Ernährungsministerin weigerte Listhaug sich, ihre Kundenliste aus der Zeit bei der Beratungsfirma First House, wo sie von 2012 bis 2013 arbeitete, offenzulegen. Sie legte stattdessen dem Generalsekretär ihres Ministeriums die Liste ihrer Kunden vor, um den Mitarbeitern des Ministeriums die Möglichkeit zu geben, ihre Arbeit auf eine potenzielle Befangenheit hin zu überprüfen.
Zwei Berichte des parlamentarischen Kontrollorgans Riksrevisjonen beanstandeten im Sommer 2018 schwerwiegende Mängel in Listhaugs Regierungsarbeit zur Sicherung kritischer Infrastruktur und wichtiger Gebäude gegen Terrorangriffe.